# Renault
Renault S.A. (pronunțat /ʀə'no/) este o companie franceză producătoare de autovehicule, fondată în 1899. Are sediul în Boulogne-Billancourt, Franța și este unul dintre cei mai mari producători de automobile din țară. Compania produce o gamă largă de vehicule, inclusiv mașini, camioane, autobuze și vehicule electrice. Renault este cunoscut pentru design-urile sale inovatoare și a fost lider în dezvoltarea vehiculelor electrice, în special în Europa. În urma alianței cu grupul japonez Nissan, a devenit unul dintre cei mai mari constructori auto din lume.
În anul 2010, grupul a raportat vânzări record de 2,63 de milioane de unități, datorită în parte succesului mașinilor cu prețuri reduse, după ce în anii anteriori a înregistrat scăderi din cauza crizei economice.

## Istoria

### Primii ani (1899-1918)
Corporația Renault a fost fondată în anul 1899 de cei trei frați Renault, Louis, Marcel și Fernand, dar și prin contribuția prietenilor lui Louis, Thomas Evert și Julian Wyer. Louis a fost cel care a avut ideea de a proiecta și construi câteva modele înainte de a-i coopta în echipă și pe frații lui, renunțând să mai lucreze la afacerea cu textile a părinților lor.

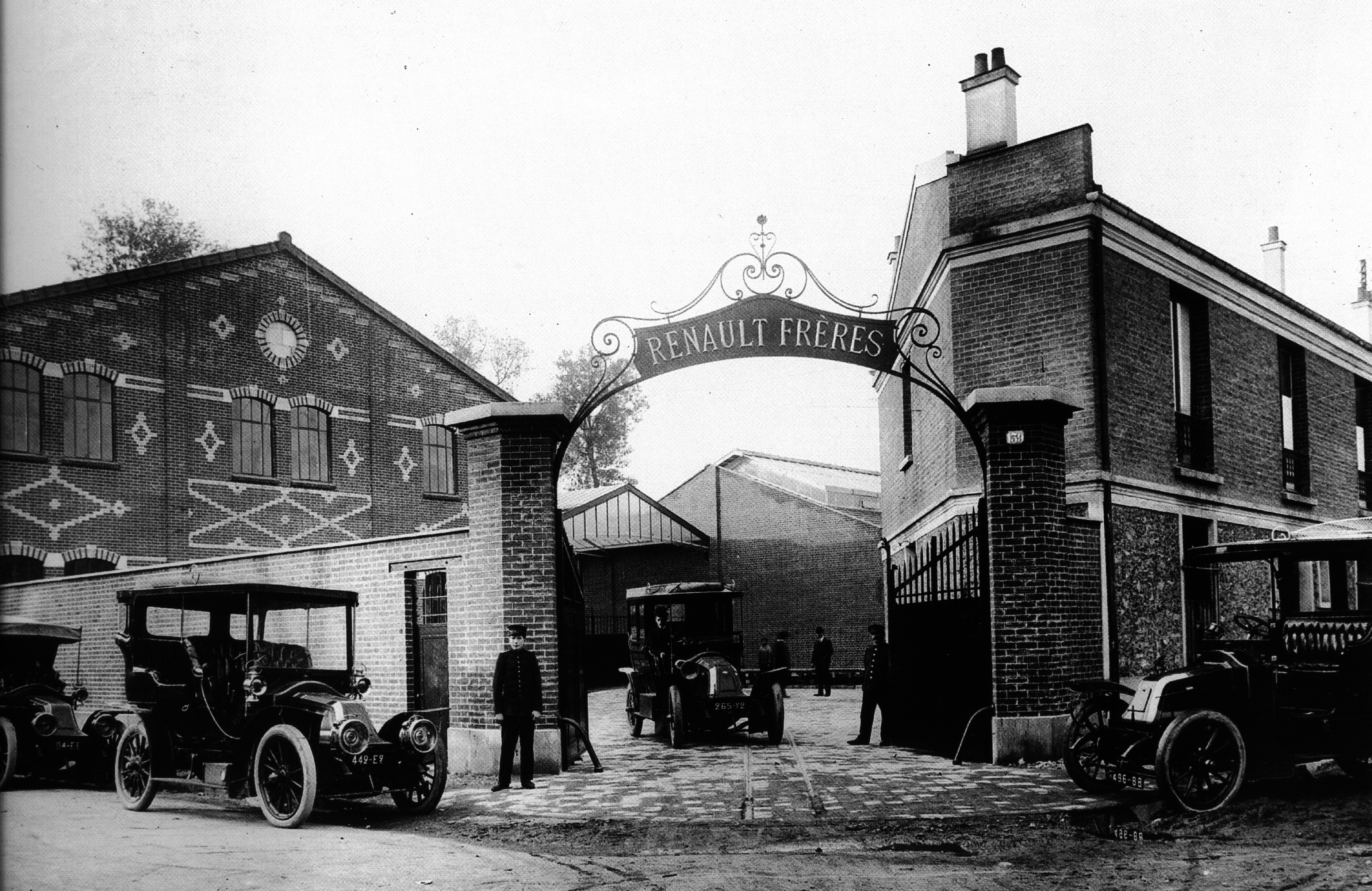
Fabrica Renault

Primul autoturism Renault, Renault Voiturette 1CV, a fost vândut unui prieten de-al tatălui celor trei, dar nu înainte ca Louis să testeze autoturismul. Clientul a fost impresionat de modul în care micul autoturism se comporta pe drum. Cei trei frați sesizează că singura modalitate de promovare pentru produsele lor o reprezintă competițiile automobilistice, astfel Renault a avut parte de succes încă din prima cursă, ceea ce a condus la expansiunea companiei. Louis și Marcel au participat la curse automobilistice ca Paris-Trouville, Paris-Rambouillet si Paris-Ostende cu automobile produse de ei, dar în 1903 în timpul cursei Paris-Madrid, Marcel, care avea 31 de ani, a decedat în urma unui accident.

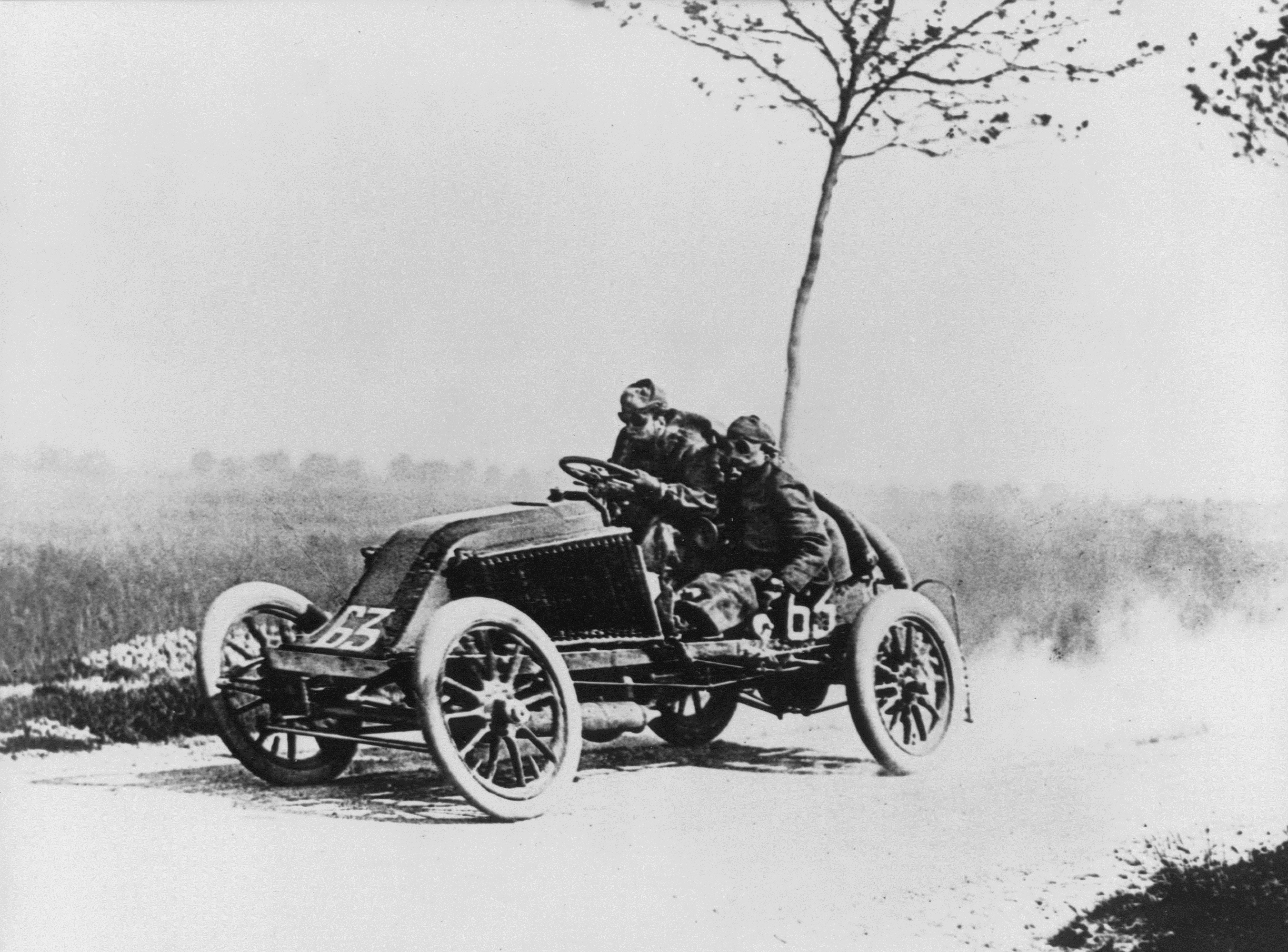
1903: Marcel Renault în timpul unei curse

În aceeași cursă, alți 15 concurenți au suferit de pe urma accidentelor, și prin urmare organizatorii au fost nevoiți să anuleze cursa. Louis a suferit o imensă pierdere. Nu numai că își pierduse fratele, dar își pierduse și un mare susținător al ideilor sale. De atunci Louis nu a mai participat la competiții automobilistice, angajând piloți profesioniști care să apere prestigiul și culorile companiei în numeroasele competiții automobilistice din întreaga lume (Africa de Sud, Statele Unite, Cuba, America de Sud).
În 1906, modelul AK 90 CV câștigă primul Grand Prix. În anul 1909, Louis preia controlul total al companiei, după decesul fratelui său Fernand, deces venit după o lungă perioadă de suferință. Încă de la început, Renault a adus în industria auto o serie de inovații ce au contribuit la deschiderea unor noi orizonturi. Renault a fost primul producător de sedanuri și a brevetat turbosuflanta. Pe vremea aceea, autoturismele erau produse de lux, iar prețul minim pentru un Renault era de 3000 de franci francezi, o sumă importantă pentru care un muncitor obișnuit trebuia să muncească zece ani.

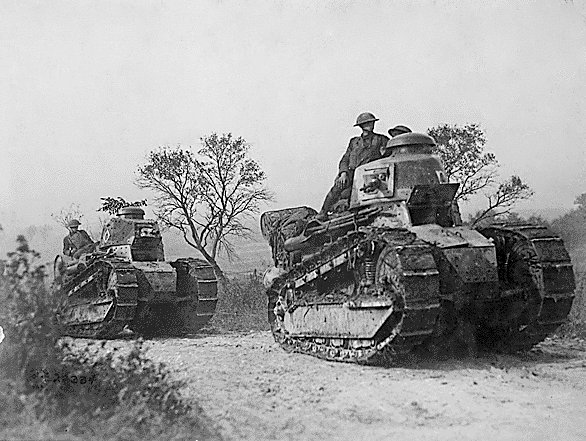
26 septembrie 1918: tancul FT-17 folosit de trupele americane.

În anii dinaintea Primului Război Mondial, Renault a produs taximetre, autobuze și autocamioane comerciale. În timpul Primului Război Mondial (1914 - 1918), Renault a produs muniție, avioane militare, vehicule militare (ca de exemplu revoluționarul tanc Renault FT-17) dar și ambulanțe și grupuri electrogene. Renault a devenit lider mondial în producția de motoare de avion, avioanele echipate cu motoare produse de Louis stabilind record după record în ceea ce privește viteza de deplasare. Această performanță s-a atins datorită modului de proiectare, ceea ce a făcut ca Louis Renault să fie felicitat de Forțele Aliate pentru contribuțiile companiei sale la victorie. Ca urmare a acestui succes, sigla Renault ilustra un tanc victorios. După război, Renault a devenit cel mai mare și important producător privat din Franța, iar Louis Renault deținea 85% din acțiunile societății. Este construită o nouă uzină pe insula Seguin, la Billancourt; uzina reprezenta un simbol al prosperității.
În anul 1913, Louis introduce o nouă metodă de îmbunătățire a producției, metoda lui Taylor, însă muncitorii nu o priveau cu ochi buni. Louis văzuse această metodă în vizita de la Ford, unde a observat gradul ridicat de eficiență a acestui producător. În anii premergători Primului Război Mondial, fabrica avea 5.000 de angajați care produceau 4.200 de autoturisme pe an.

### Perioada interbelică (1919-1938)

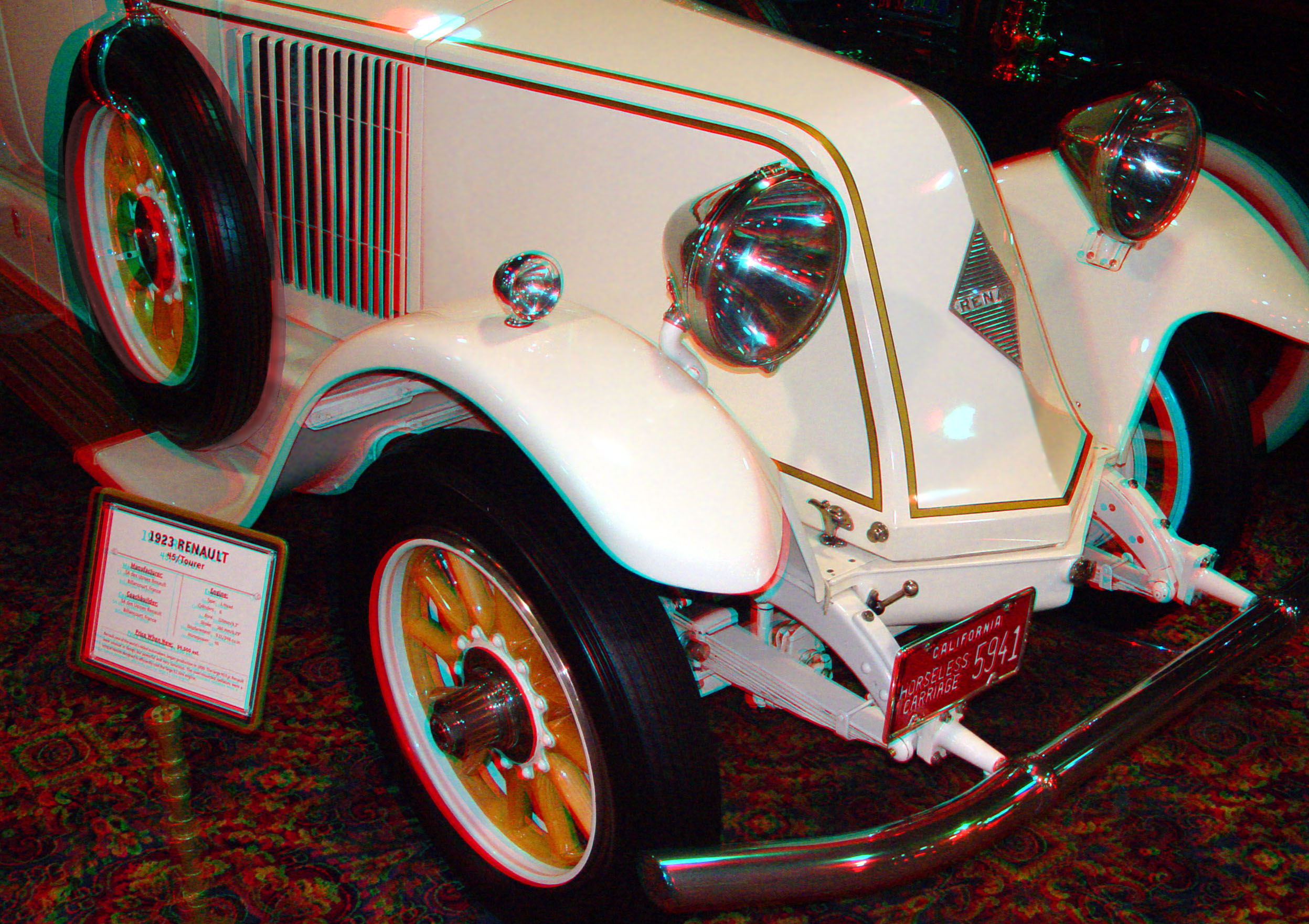
1923: Modelul 40CV

În această perioadă, Louis Renault a lărgit gama de produse, introducând în producție și mașini agricole și industriale. Chiar și așa Renault s-a luptat cu explozia comenzilor pentru autoturismele accesibile, problemele cu stocul de autoturisme și cu forța de muncă, factori ce au încetinit progresul companiei. De asemenea, Renault a trebuit să găsească un mod eficient de distribuție a automobilelor; astfel în 1920 s-a semnat un contract de distribuție între Louis Renault și Gustave Gueudet, un afacerist din nordul Franței.
Înainte de Primul Război Mondial autoturismele Renault aveau un aspect aparte în special la partea frontală, datorită poziției neobișnuite a radiatorului care se afla în spatele motorului. În perioada de după război, 1920 - 1930, toate modelele Renault au început să aibă radiatorul în fața motorului. Astfel, în 1925, sigla de pe capota motorului își schimba forma, trecând la forma de romb, familiară astăzi.
Renault a produs o gamă largă de produse de la modele în serii mici la modele în serii foarte mari. De exemplu, 1928 a fost anul în care Renault a produs 45.809 de unități aparținând celor șapte serii de modele, începând cu a 6cv, a 10cv, Monasix, 15cv, Vivasix, 18/24cv și 40cv. Au existat opt stiluri de caroserie și cele mai lungi șasiuri erau disponibile pentru caroseriile tip trăsură. Modelele au fost produse la diferite dimensiuni, însă cele mici erau preferate de un număr mare de clienți.
În anul 1928 Renault decide să exporte automobilele sale și în Marea Britanie, operând o serie de modificări pentru ca modelele să corespundă condițiilor de trafic din Regat. În consecință modelele erau mai ridicate, aveau radiatoarele și caroseriile mai mari. Exporturile în Statele Unite s-au redus aproape la zero după ce atinseseră un maxim înainte de Primul Război Mondial. Modelul NM 40cv Tourer avea în Statele Unite un preț de peste 4.600 USD, similar cu prețul unui Cadillac V12 Tourer, iar limuzina închisă denumită „7” costa 6.000 USD, fiind mai scumpă decât un Cadillac V16 Limousine. Întreaga serie era construită într-un stil conservator. În anul 1927 a fost lansat modelul Vivasix – PG1, care era un model sportiv de lux. Avea o caroserie din fier și era echipată cu un motor cu 6 cilindri și o capacitate cilindrică de 3180 cc.
Modelul „de Grand Luxe Renaults”, cu un ampatament de peste 3,68 metri, a fost produs într-un număr limitat de exemplare în două versiuni de motorizare, de 6 și de 8 cilindri. Pentru modelele Grand Renault (NM, PI și PZ) din 1927 cu motorizarea cu șase cilindri în linie s-a introdus o suspensie spate cu prindere în trei puncte, ceea ce a determinat o stabilitate sporită în condițiile în care modelele atingeau viteze de peste 144 km/h. Modelul Reinastella cu 8 cilindri a fost introdus în 1929 și a stat la baza modelului Suprastella (1939).
Pentru seria Grand Renault, s-au utilizat cantități importante de aluminiu. Motoarele, frânele, transmisia, dar și alte componente ale mașinii erau din aluminiu. Din nefericire modelele au fost distruse în scopul recuperării aluminiului, care era necesar pentru producția de tehnică militară.

### Perioada postbelică (1939-1971)
În timpul celui de Al Doilea Război Mondial, forțele germane au invadat Franța în cadrul Operațiunii Roșu (10 mai 1940), avansând spre coasta Atlanticului. Fabrica Renault a fost preluată de nemți, fiind administrată de Daimler-Benz producând automobile pentru Germania Nazistă, în cele din urmă fabrica Renault de la Billancourt a fost printre primele ținte ale bombardamentului Forțelor Aliate venite să elibereze Franța de sub ocuparea nazistă. După eliberarea Franței, Louis a fost arestat și încarcerat la  Fresnes, fiind acuzat de "relații comerciale cu dușmanii". Înaintea eliberării din 1944, Louis Renault a decedat în timp ce își pregătea apărarea. În urma necropsiei, s-a descoperit că decesul a survenit în urma fracturării gâtului. Acest indiciu pune sub semnul întrebării cauzele morții lui Louis Renault, sugerând faptul că acesta a fost ucis. După moartea sa, activele sale industriale au fost confiscate de guvernul provizoriu condus de Generalul Charles de Gaulle. Fabricile Renault au fost naționalizate devenind Régie Nationale des Usines Renault fiind conduse de Pierre Lefaucheux.

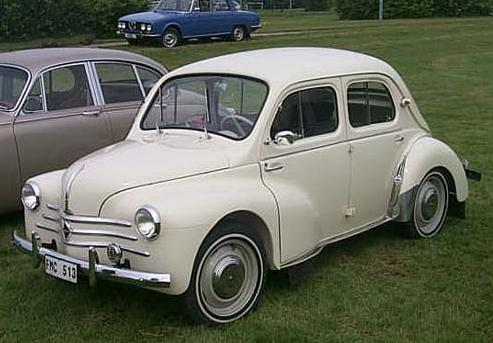
1956: Modelul 4CV

În anii de după naționalizare, Renault a cunoscut o renaștere, ilustrată de lansarea modelului 4CV care avea motorul amplasat în partea din spate a mașinii. Modelul a fost lansat în 1946 și în scurt timp a arătat că este un rival redutabil al unor mașini celebre ca de exemplu Morris Minor și Volkswagen Beetle; succesul a constat în vânzări de peste o jumătate de milion de unități și i-a convins pe cei de la Renault să-l lase în producție până în 1961. De asemenea între anii 1951 și 1960 s-a produs modelul Renault Fregate, care dispunea de un motor de 4 cilindri și o capacitate cilindrică de 2 litri.
Renault s-a folosit de competițiile automobilistice pentru a promova modelul Renault 4CV, mașina câștigând de două ori cursa de 24 ore de la Le Mans și cursele Mille Miglia ca și raliul de la Monte Carlo.

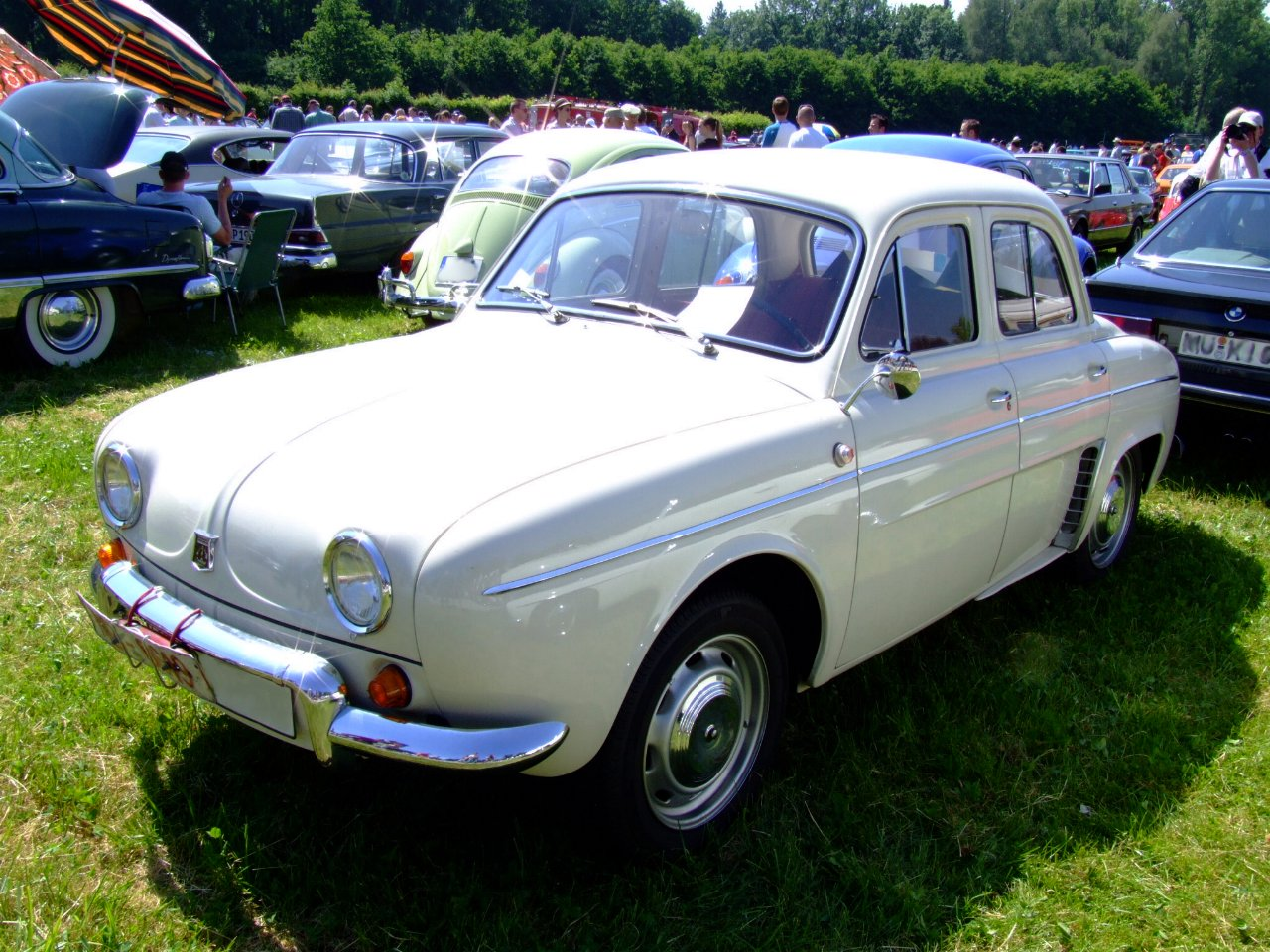
1956-1968: Renault Dauphiene, un model de succes

Înlocuitor pentru modelul 4CV a fost modelul Dauphine, care s-a vândut extrem de bine, astfel încât compania a extins producția și vânzările în alte țări, inclusiv Africa și America de Nord. În România, modelul s-a bucurat de un mare succes fiind importată ultima versiune numită Gordini. Însă în America de Nord, încă de la început (1960) autoturismul nu s-a vândut prea bine. Într-o încercare de a reveni la succesul obținut de 4CV, Renault a lansat două automobile care urmau să devină modele de succes, Renault 4 și Renault 8 (acesta a fost produs și în România – și se numea Dacia 1100) în 1961 și respectiv 1962. Renault 4 a fost produs până în 1992. Ambele autoturisme au continuat tradiția participărilor la cursele automobilistice; această tradiție a fost ulterior sprijinită de compania Alpine. Datorită succesului celor două modele, Renault a mai lansat în 1966 modelul Renault 16. Prin acest model Renault a creat primul hatchback din lume, apoi clasa subcompactă.

### Era modernă (1972-1980)
În 1972, Renault, a lansat un model compact și economic denumit Renault 5, anticipând criza de combustibil din 1973, modelul fiind vândut și în Statele Unite sub numele Le Car. În același an compania Renault devine Campioana Mondială de Raliuri prin rezultatele remarcabile obținute de Renault 5. 5-ul a rămas în producție până în 1984, când a fost înlocuit cu Super5. Rețeta a fost oarecum aceeași, Renault Super5 a moștenit formele părintelui său. Criza energetică a oferit companiei Renault șansa să recucerească piața nord-americană; în ciuda succesului de care s-a bucurat modelul Dauphine în Statele Unite în anii 1950, practic anii 1970 au însemnat pentru Renault dispariția de pe piața americană.
Totuși, la începutul deceniului, când criza energetică a lovit continentul și era nevoie de mașini mai mici și mai economice, Renault dorea cu ardoare și începea să planifice întoarcerea pe piața americană, printr-o asociere cu fabricantul American Motors Corporation (AMC). Aceasta nu a fost prima colaborare dintre cele două companii. Anterior, AMC Rambler a fost comercializat prin IKA-Renault în Argentina sub marca Renault Torino.

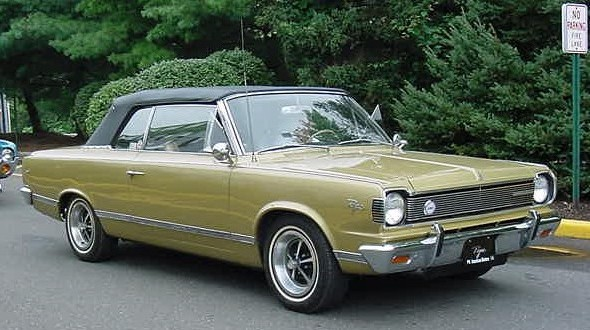
Renault Rambler

Din 1962 până în 1967, Renault a asamblat în fabrica sa din Belgia sedanul Rambler Classic. Renault nu a avut automobilele de lux sau de dimensiuni mari în gama de produse, așa că „Rambler Renault” a fost o alternativă la modelul Mercedes-Benz "Fintail". Asemănător cu soarta modelului Mercedes, multe dintre Rambler-uri au ajuns taxiuri.
Aceasta a fost una din seria de colaborări; între anii 1960 și 1970, Renault a fondat filiale în Estul Europei — cea mai importantă fiind Uzina Dacia din România —, în Africa de Sud și a pus bazele unei colaborări cu Volvo și Peugeot (de exemplu, pentru dezvoltarea motorului PRV V6, care a fost folosit după 1970 pe Renault 30, Peugeot 604 și Volvo 260). În America de Nord, Renault a continuat să-și sporească controlul asupra AMC, în 1980 deținând 55% din acțiunile companiei; asocierea Renault-AMC a avut ca rezultat pătrunderea vehiculelor Jeep în Europa. Unii consideră că Jeep XJ Cherokee a fost un proiect realizat de inginerii celor doi producători AMC și Renault, având la bază Seria XJ (AMC a insistat ca XJ Cherokee să fie proiectată de ei; totuși inginerii de la Renault au proiectat suspensia părții din față „Quadra-link” pentru seriile XJ).

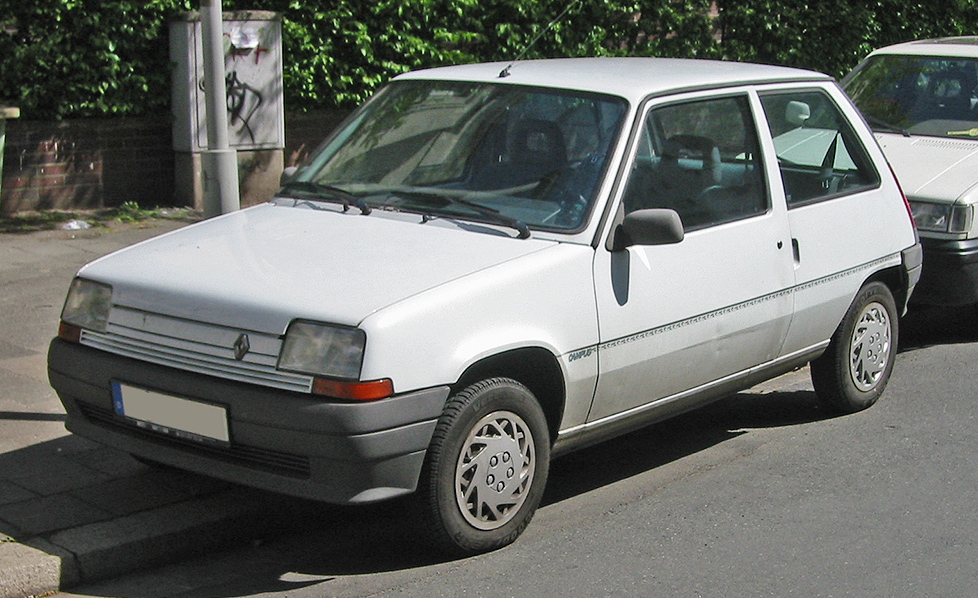
Renault 5

Renault a vândut o serie de modele interesante în USA în anii 1980, în special autoturisme cu o imagine simplă dar inconfundabile, Renault Alliance GTA (Renault 9) și GTA convertibilă (un sistem automat de decapotare) de asemenea motorul de 2,0 litri – un motor mare pentru o mașină din clasa ei; Renault a vândut și alte modele în Statele Unite în timpul anilor 1980. Totuși după asasinarea președintelui Renault, Georges Besse, în 1986, Renault a vândut AMC celor de la Chrysler. Renault Medallion (sedan și wagon) a fost vândut între 1987 și 1989 prin reprezentanții Jeep-Eagle (doar 25 de exemplare). Jeep-Eagle a fost o nouă divizie creată de Chrysler după cumpărarea American Motors Corporation (AMC). Produsele Renault nu au mai fost importate în Statele Unite după 1989.
În urma ultimei colaborări dintre American Motors Corporation și Renault a luat naștere modelul Eagle Premier; acesta era un sedan de clasă mare cu patru uși, proiectat de o echipă comună. Modelul a fost proiectat în Bramalea, Ontario, Canada, și avea să stea la baza altor modele cu o platformă comună (Chrysler LH platform): Eagle Vision și Chrysler 300M.
Între 1960 și 1980, Renault a început să se implice mai activ în motor-sport, în special în Formula 1. Compania a mai revoluționat industria auto prin modelul Renault Espace care a fost primul minivan din lume. A doua generație Renault 5, Renault 9 (câștigătoare a titlului: „Cea mai bună mașină a anului în Europa”) și modelul de lux Renault 25 au contribuit la clădirea reputației, dar în același timp compania avea de suferit la capitolul calitate; problemele au atins apogeul cu modelul Renault 14 la începutul anilor 1980.

### Restructurarea (1981-1991)
Cu toate că modelele Renault se bucurau de succes atât pe stradă cât și în competițiile sportive, compania avea pierderi de un milion de franci pe lună, iar în 1984, a înregistrat un deficit de 12,5 milioane de franci. Această situație a determinat statul să intervină și l-a numit președinte pe Georges Besse. El a redus dramatic din costuri, compania s-a retras din competițiile sportive și a concediat numeroși salariați. Încercarea lui Basse de a reduce din deficitul din anii anteriori, începea să dea rezultate, însă în noimbrie 1986 acesta a fost asasinat de gruparea teroristă Action Directe. Succesorul la conducerea companiei a fost Raymond Lévy. Acesta a continuat pe aceeași linie ca Basse, încât la sfârșitul anului 1987 compania înregistra o revenire financiară.

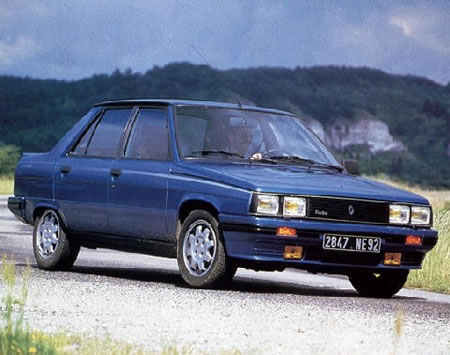
Renault 9 Turbo. A fost aleasă Mașina Anului în Statele Unite in 1983 de către Motor Trend.

La începutul anilor 1990, Renault a lansat mai multe modele de succes, printre care Clio care a înlocuit modelul de succes Renault 5. Apoi a fost lansată cea de-a doua generație a modelului Renault Espace, Renault Twingo, Renault Laguna și Renault 19. La mijlocul anilor 1990, Renault 19 a fost înlocuit de Renault Mégane care a fost prima mașină din lume care a acumulat 4 stele la testele de siguranță EuroNCAP. În 1998, Renault a continuat să surprindă, prin lansarea modelului Mégane Scénic, model care a reprezentat debutul unei noi clase de automobile, și anume clasa monovolumelor compacte. Succesul companiei a determinat reintrarea în competițiile sportive prin implicarea în Formula 1. Astfel Renault a colaborat cu Williams în anii 1992, 1993, 1996 și 1997 și cu Benetton în 1995.

### Privatizarea (1996 - 1999)
Privatizarea companiei, care s-a realizat în anul 1996, i-a permis acesteia să își deschidă noi fabrici în Europa de Est și America de Sud, incluzând aici o nouă fabrică în Brazilia și modernizarea celor din Argentina și Turcia.
La începutul secolului 21, Renault se remarcă printr-un design distinct și ciudat; a doua generație a modelului Laguna și Mégane se bucură de succes și datorită designului cu forme unghiulare. Însă au existat modele care nu s-au bucurat de același succes, astfel modelul coupé Avantime, care avea un design bizar, a înregistrat vânzări foarte slabe. Într-o situație similară se află și modelul de lux Renault Vel Satis. Renault este producătorul cu cel mai mare număr de modele care au obținut maximul de stele la testele EuroNCAP, prima care a primit 5 stele fiind modelul Laguna.
Renault este proprietarul companiilor Samsung Motors (Renault Samsung Motors) și Dacia; de asemenea mai deține 20% din acțiunile Grupului Volvo, excluzând divizia de autoturisme Volvo, care este în posesia celor de la Ford Motor Company. Renault deține 99% din acțiunile Uzinei Dacia, fabrică unde s-au produs timp de 30 de ani peste 2 milioane de autoturisme, cele mai multe modele ce au avut la bazplatforme Renault.

### Alianța Renault Nissan (2000-în prezent)
Pe 27 martie 1999 se formează Alianța Renault-Nissan, formându-se o companie mixtă franco-japoneză, fiecare având propria identitate de marcă. Astfel Renault deține 44,4% din acțiunile Nissan, iar aceștia dețin 15% din acțiunile celor de la Renault, însă fără drept de vot. În anul 2005, Nissan deținea 5,74% din piața mondială, iar Grupul Renault avea o cotă mai mică, de numai 4,04% din piață mondială, astfel Alianța Renault-Nissan deținea 9,8% din piață cu 3.597.748 automobile vândute de constructorul japonez și 2.531.500 de automobile vândute de Grupul Renault, plasând alianța pe locul 4 în lume după GM, Toyota și Ford.

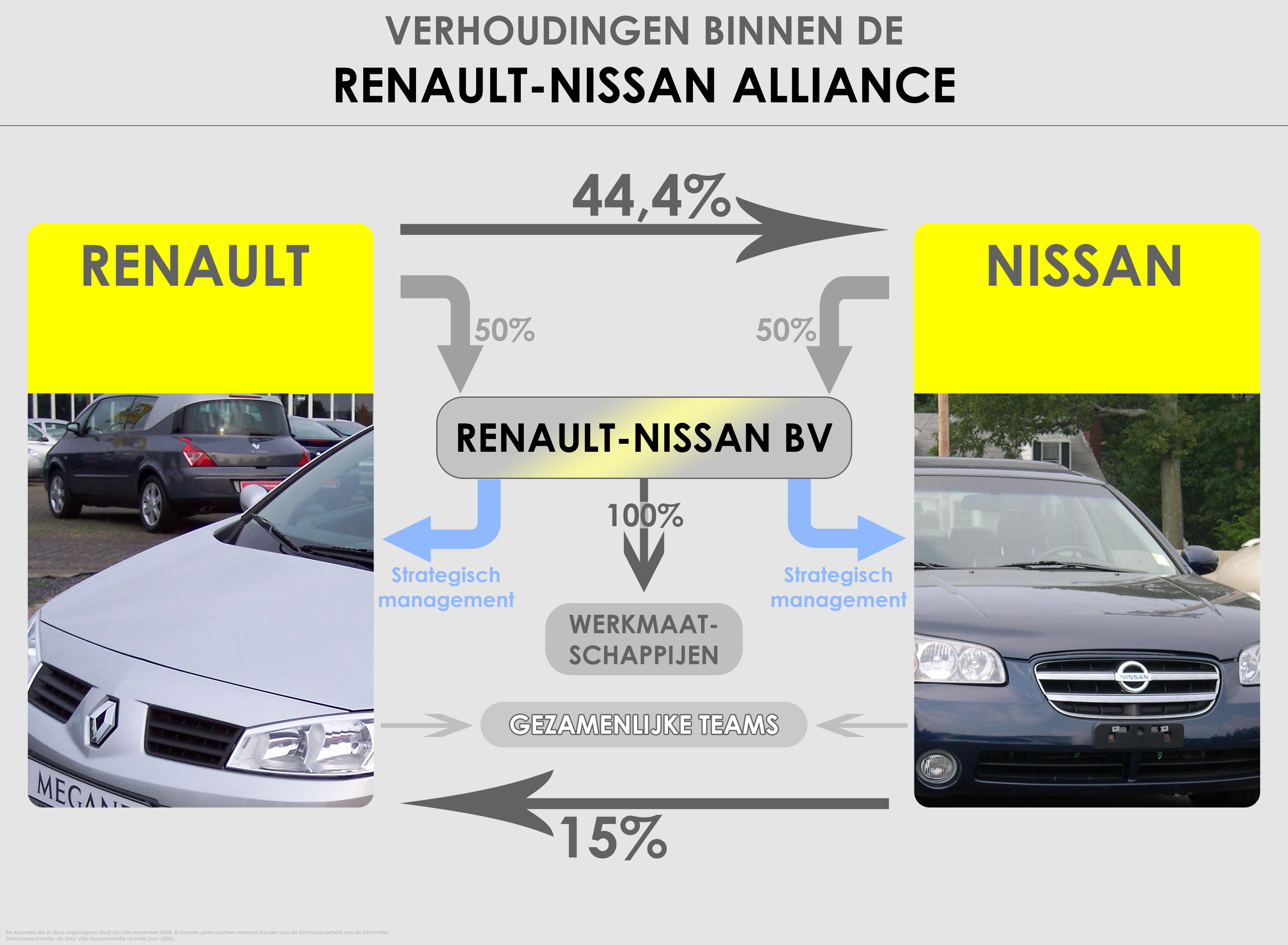
Alianța Reanult-Nissan în urma căreia Renault deține 44,4% din acțiunile Nissan, iar acesta deține 15% din acțiunile Renault

În anul 2004, cooperarea dintre cei doi constructori a avut ca rezultat crearea „platformei comune B”, pe baza căreia s-au construit modelele Renault Modus, Nissan Tiida, Nissan Lafesta, Renault Mégane (lansat în anul 2002) și Dacia Logan (lansată în 2004, însă modelul era produs pe o versiune modificată a platformei B). Un alt exemplu al cooperării dintre Renault și Nissan l-a reprezentat dezvoltarea primelor motoare comune.
În 2006, Alianța Renault-Nissan își manifesta interesul pentru Uzina Daewoo de la Craiova, anunțul fiind făcut prin Directorul General al Automobile Dacia, François Fourmont. Însă competiția pentru această uzină este foarte strânsă, acest lucru producându-se datorită statului român care intenționează să vândă pachetul majoritar unui investitor strategic. În copetiție au intrat: General Motors, Ford, Alianța Renault-Nissan și Chery Automobile (China). 
Pe 6 iulie 2007, AVAS anunță deschiderea documentației depuse de Ford, acesta fiind singurul constructor care a continuat tratativele cu Comisia de Privatizare. Astfel Ford va cumpăra 72,4% din pachetul de acțiuni al Companiei Automobile Craiova (Daewoo Craiova).
La sfârșitul anului 2006, alianța caută un partener nord-american pentru a-și consolida poziția pe piața americană. În momentul actual Nissan este singur pe piața americană deținând o cotă de piață de numai 6%, iar Renault lipsește cu desăvârșire de pe această piață de ani buni. După discuțiile eșuate cu GM, Alianța Renault-Nissan s-a îndreptat spre Ford, însă după demiterea lui Bill Ford (Director General Ford) discuțiile s-au blocat. Actualul director Alan Mulally, fost director la Boeing, preferă să se ocupe de problemele grave din interiorul companiei. O alianță între cele trei companii ar atinge la nivel global o cotă de piață de 21%. Cu toate acestea, managerii Ford nu se grăbesc să declanșeze negocierile.

### Fuziunea cu Fiat-Chrysler
S-a anunțat în mai 2019 că grupul francez Renault ar putea fuziona cu constructorul italo-american Fiat Chrysler. Tranzacția dintre cele două grupuri este evaluată la 35 de miliarde de dolari. O posibilă fuziune ar putea aduce sub același „acoperiș” mărci precum Renault și Dacia alături de Fiat, Maserati, Alfa Romeo, Lancia, Jeep, Dodge sau Ram. FCA (Fiat Chrysler Automobiles) a făcut o ofertă pentru fuziunea în condiții egale cu Renault. Dacă inițial Fiat dorea ca sediul noului grup să fie într-un oraș neutru, cel mai probabil Londra, acum Fiat este de acord ca sediul să fie în Paris, Franța. Scopul este obținerea sprijinului guvernului francez.

## Siguranță
Renault dispune de numeroase studii în materie de accidentologie și biomecanică, experiență căpătată în cei peste 50 de ani, ajungând astăzi la o performanță încă neegalată: Renault este constructorul cu cele mai multe modele – opt la număr – care au obținut maximul de 5 stele la crash-testele EuroNCAP.
Grija pentru siguranța pasagerilor se manifestă încă din anul 1951, când a fost construit Centrul Tehnic Lardy în apropierea Parisului, care avea menirea de a testa vehiculele atât ca funcționare cât și în cazul unui impact. În decursul anilor, tehnica și modul de testare au evoluat sporind eficiența testelor de impact. În acest interval, inginerii Renault au realizat numeroase măsurători, au efectuat teste virtuale de impact folosindu-se tehnică digitală pentru extinderea domeniilor de cercetare.
Rezultatele obținute sunt analizate de Laboratory of Accident Research (sau LAB) care le utilizează pentru conceperea unor noi sisteme de siguranță sau pentru perfecționarea celor deja existente.
În anul 2000 Renault a lansat Programul internațional „Safety for All” („Siguranță pentru toți”); acest program s-a adresat unui număr de peste opt milioane de copii din cele 21 de țări în care s-a realizat programul.
În momentul de față Renault ocupă poziția de lider în siguranța auto, producând de mai bine de 9 ani vehicule cu un grad ridicat de siguranță activă și pasivă.

## Renault în sporturile cu motor

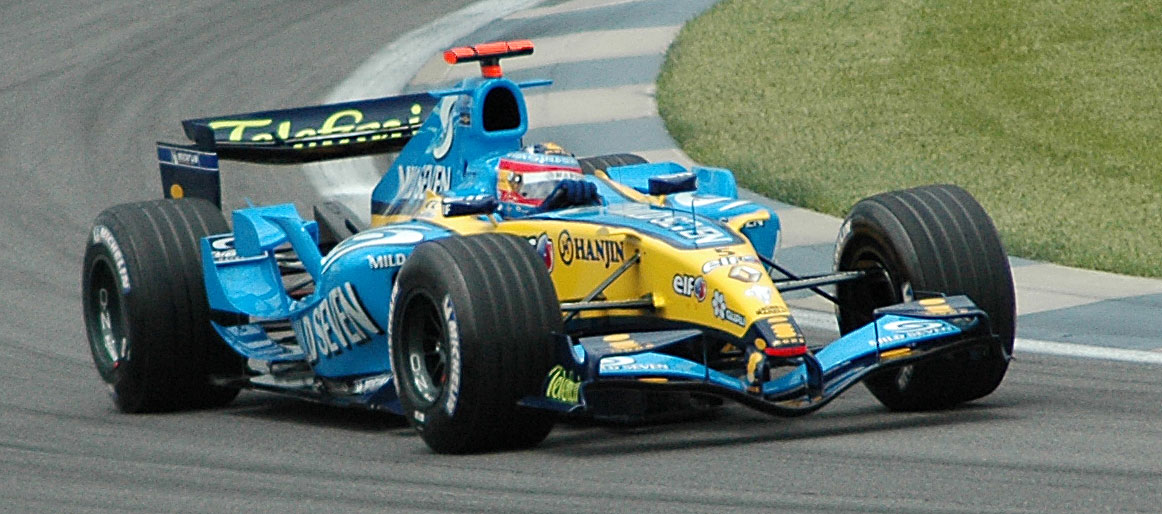
2005: Fernando Alonso și monopostul Renault în cursa din Statele Unite

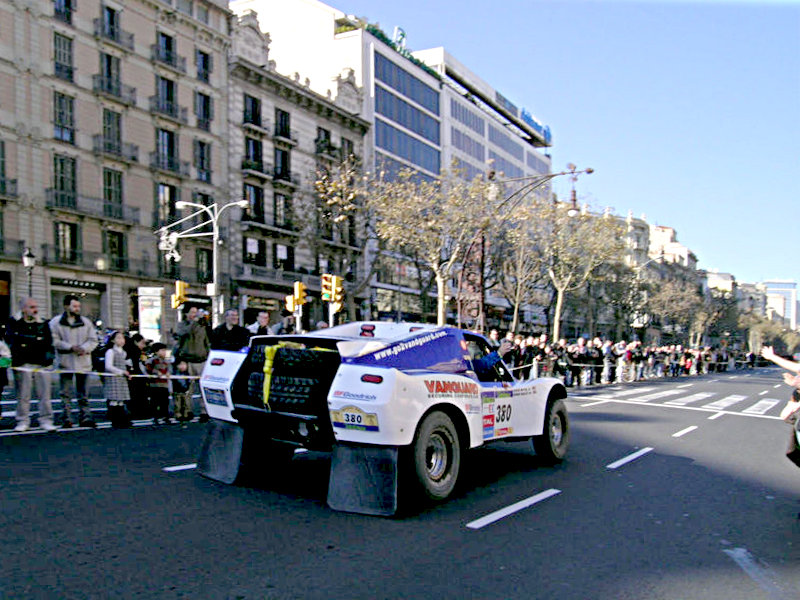
Schlesser Buggy

Încă de la început Renault s-a folosit de competițiile automobilistice pentru a-și promova modelele și pentru a se face cunoscută pe plan mondial. Treptat compania a dezvoltat o divizie sport numită Renault Sport (sau Renault Sport Technologies). În anul 1987, prin colaborarea dintre Renault Sport și Alpine (în prezent această companie este integrată în divizia Renault Sport), Renault câștigă pentru a doua oară cursa de 24 ore de la Le Mans cu modelul Renault Alpine A442. Renault a participat și la cursele de raliuri unde a dominat competițiile prin modelul Renault 5 Turbo și mai târziu și în Formula 1. Debutul în Formula 1 a avut loc în anul 1977, anul în care Renault a concurat cu un monopost dotat cu turbosuflantă, însă până în 2003, compania a colaborat cu echipele Benetton F1 și Williams. Din 2003, Renault se încrie în Formula 1 ca echipă de uzină, iar în anul competițional 2004 Renault se clasează pe locul trei în ierarhia pe echipe. În 2005 și 2006, Renault devine Campioană în Formula 1 la ambele categorii; constructor și pilot (prin Fernando Alonso).
În 1982, un echipaj format din Jean-Luis Schlesser și Phillipe Monnet a câștigat pentru Renault Raliul Paris-Dakar; aceștia au avut la dispoziție un Renault 20 Turbo 4x4. După această performanță Renault a continuat să participe la acest raliu cu un prototip Renault Kangoo Buggy; astfel în ediția din 1999, constructorul mai câștigă o dată această competiție. În anul 2000, echipa SCHLESSER-RENAULT ELF se clasează pe primul loc în Raliul Paris-Dakar, însă acea ediție a fost ultima în care Renault a participat.

## Renault în România
În anul 1999 Renault a cumpărat uzinele Dacia de la Statul Român. Investițiile Renault în România se cifrează până în mai 2008 la 1,2 miliarde de euro.
Investițiile Renault pe piața românească vor crește cu 600 de milioane de Euro până în 2011.
În zece ani, Renault a investit 1,5 miliarde de euro în România, a produs peste 1,45 milioane de vehicule Logan și Sandero, din care 950.000 sunt produse sub marca Dacia. Compania a raportat pentru 2008 o cifră de afaceri de 2,07 miliarde de euro.

### Lider pe piața românească
Conform datelor înregistrate de Asociația Producătorilor și Importatorilor de Automobile (APIA) în 2006, Grupul Renault deținea 45% din piața românească. În raportul anual al asociației, Dacia deținea 37% din piață, iar Renault numai 8%. Cu toate acestea producătorul francez rămâne cea mai populară marcă de automobile importate (cel mai popular importator este Porsche România, care distribuie mărcile Audi, SEAT, Škoda, Volkswagen, Porsche, Volkswagen Autovehicule Comerciale și Weltauto). Renault ocupă locul 2 (după Dacia) cu 23.500 de automobile, în scădere cu 4% față de cele 24.474 comercializate în 2005. Pe locurile următoare se regăsesc (în ordinea vânzărilor) Daewoo Craiova (23.186 de mașini), Škoda (20.541 de mașini vândute; în creștere față de anul 2005) și Volkswagen (17.322 de mașini).
Cel mai vândut model (din import) în România este Renault Clio (13.249 de unități), urmat de Škoda Fabia (7.629 de unități) și Renault Mégane (cu 6.882 de mașini).

### Renault Technologie Roumanie (RTR)
În anul 2007 Renault a deschis în România, la București, un centru regional de inginerie denumit Renault Technologie Roumanie (RTR). În acest centru vor fi dezvoltate proiecte pentru automobile și platforme tehnice, ce vor fi vândute în Europa Centrală și de Est, Turcia, Rusia și Africa de Nord. Valoarea acestui proiect este estimată la peste 450 de milioane de euro și constă în deschiderea a trei locații la București, Pitești și Titu. Menirea RTR este aceea de a veni în ajutorul planului ambițios al celor de la Renault, care doresc ca până în anul 2009 să lanseze 26 de modele. Renault Technologie Romania aparține de Renault Engineering și va trebui să dezvolte opt modele pe an. Organizația Renault Engineering se împarte în două componente: un departament central și centrele regionale.
Renault Technologie Roumanie, în directă legatură cu Customers Renault Technologie Roumanie (RTR), se va ocupa în principal de design și testare, achiziție și suport (management, resuse umane, IT). Centrul se va ocupa de dezvoltarea trenurilor de rulare dar și de dezvoltarea unor modele pornind de la platforma Logan.
RTR își va desfășura activitatea în trei locuri: 
1. București: birourile de design (aproximativ 11.900 de angajați);
2. Pitești: probleme legate de asamblare și tren de rulare (500 de angajați);
3. Titu: centru de testare. A fost deschis în cea de-a doua jumătate a lui 2009 (500 de angajați).

Printre primele realizări ale centrului, se numără ultima generație a modelului Renault Clio Symbol (varianta 2008), împreună cu inginerii turci și cei francezi, inginerii români de la RTR având o contribuție importantă la partea de design a sedanului derivat din modelul de clasă mică.
| Ani  | Venituri      | Cheltuieli    | Profit     | Inventar  | Rezerve    | Creanțe     | Datorii     | Banca și numerar | Angajați |
| ---- | ------------- | ------------- | ---------- | --------- | ---------- | ----------- | ----------- | ---------------- | -------- |
| 2021 | 889.733.440   | 790.025.625   | 37.422.471 | 772.058   | 9.353.975  | 155.253.653 | 223.679.492 | 131427216        | 1961     |
| 2020 | 971.538.296   | 865.695.589   | 37.117.560 | 768.583   | 10.433.702 | 157.307.587 | 245.450.585 | 128832638        | 2139     |
| 2019 | 1.257.944.862 | 1.135.801.029 | 44.293.258 | 930.202   | 9.263.785  | 191.572.764 | 345.103.146 | 169165933        | 2225     |
| 2018 | 1.186.381.003 | 1.061.519.632 | 40.469.592 | 1.190.142 | 9.197.387  | 224.094.014 | 345.523.485 | 126541033        | 2091     |
| 2017 | 994.538.869   | 872.913.015   | 31.221.635 | 1.061.901 | 8.521.799  | 163.156.297 | 293.154.740 | 138863199        | 1882     |
| 2016 | 892.566.589   | 767.347.212   | 28.139.882 | 1.271.142 | 7.431.002  | 179.372.845 | 285.910.649 | 108059518        | 1761     |

## Cronologie
- 1898: Louis Renault înființează Renault.
- 1903: Marcel Renault își pierde viața într-un accident de automobil produs în timpul unei curse.
- 1943: Fabrica Renault din Billancourt este atacată de armata germană.
- 1944: Louis Renault se stinge din viață în închisoare, cauza morții nefiind cunoscută.
- 1961: Este lansat modelul Renault 4 care devine un adversar pentru Citroen 2CV și Volkswagen Käfer.
- 1965: Este prezentat Renault 16, fiind primul hatchback din lume.
- 1978: Primul motor turbo pe o subcompactă (Renault 5 Turbo).
- 1979 și 1987: Renault a fost proprietar majoritar al American Motors Corporation (AMC); în martie 1987 Renault vinde acțiunile de la AMC celor de la Chrysler Corporation.
- 1985: Renault lansează modelul Espace.
- 1986: Pe 9 aprilie guvernul francez nu acceptă privatizarea Renault.
- 1992: Louis Schweitzer devine președintele Grupului Renault.
- 1996: Compania este privatizată și devine Renault S.A.
- 1999: Renault cumpără 36,8% din acțiunile Nissan și investește 3,5 miliarde de dolari pentru a respecta înțelegerea cu autoritățile japoneze.
- 1999: În septembrie Renault cumpără Uzina Dacia.
- 2000: Renault Laguna devine prima mașină de serie care se deschide pe baza unei cartele.
- 2001: Renault vinde subdivizia de vehicule industriale (Renault Véhicules Industriels) celor de la Volvo, și din 2002 se numește Renault Trucks.
- 2002: Echipa de Formula 1 Benetton devine Renault F1. Renault suplimentează numărul de acțiuni de la Nissan până la 44,4%.
- 2004: Fabrica Renault din Billancourt este demolată.
- 2005: Carlos Ghosn devine președinte.
- 2007: Deschide Renault Technologies Romania (RTR), un centru regional de inginerie care în 2008 a lansat generația a treia a lui Clio Symbol[10].

## Premii

### Mașina Anului în Europa
- 1966: Renault 16
- 1982: Renault 9
- 1990: Renault 5 Super
- 1991: Renault Clio
- 1997: Renault Scénic
- 2003: Renault Mégane II
- 2006: Renault Clio III
- 2024: Renault Scénic E-Tech

### Campionatul Mondial al Constructorilor în Formula 1
- 2005: Cu șasiul R25 și pilotul Fernando Alonso
- 2006: Cu șasiul R26 și pilotul Fernando Alonso

### Alte premii
- 1970: Renault 12 câștigă în Australia premiul Wheels Car of the Year⁠(en)[traduceți].

## Cifre cheie
În anul 2007 Renault a vândut pe plan mondial 2,48 milioane unități, din care aproximativ 230.000 de automobile sunt marca Dacia.
În anul 2009 a reușit să vândă aproximativ 2,3 milioane de autoturisme,
dintre care 311.282 sunt marca Dacia.